# No Beef
Singles par Afrojack
Selecta
(2011) We're All No One
(2011)
Singles par Steve Aoki
Turbulence
(2011) We're All No One
(2011)
No Beef est une chanson du DJ hollandais Afrojack en collaboration avec le DJ américain Steve Aoki et la chanteuse Miss Palmer. Le single est sorti sur les plateformes de téléchargement digital le 22 août 2011 aux Pays-Bas.

## Liste des pistes
| 1. | No Beef (Vocal Mix)        | 6:01 |
| 2. | No Beef (Instrumental Mix) | 6:02 |

| 1. | No Beef (UK Radio Edit)    | 2:39 |
| 2. | No Beef (Vocal Mix)        | 6:03 |
| 3. | No Beef (Gigamesh Mix)     | 4:45 |
| 4. | No Beef (Nu Tone)          | 5:14 |
| 5. | No Beef (Instrumental Mix) | 6:06 |

## Classement par pays
| Classement (2011)              | Meilleure position |
| ------------------------------ | ------------------ |
| Pays-Bas (Single Top 100)      | 23                 |
| Écosse (OCC)                   | 19                 |
| Royaume-Uni (UK Dance Chart)   | 6                  |
| Royaume-Uni (UK Indie Chart)   | 39                 |
| Royaume-Uni (UK Singles Chart) | 25                 |
| France                         | 42                 |
| France (Club 40)               | 22                 |

## Historique de sortie
| Pays        | Date            | Format                 | Label                             |
| ----------- | --------------- | ---------------------- | --------------------------------- |
| Pays-Bas    | 22 août 2011    | Téléchargement Digital | Wall Recodings / Spinnin’ Records |
| Royaume-Uni | 6 novembre 2011 | Téléchargement Digital | All Around the World Productions  |